# Callistus Eziukwu
Callistus Alexander Eziukwu (Muskegon, 3 luglio 1985) è un ex cestista statunitense con cittadinanza nigeriana.

## Carriera
Nel 2013 milita in Serie A nella Virtus Roma.